# Marianne Baum
Marianne Cohn, més coneguda pel nom de casada de Marianne Baum   (Sarrebourg, 9 de febrer de 1912 - Berlin-Plötzensee, 18 d'agost de 1942), va ser una activista política jueva comunista alemanya.
El seu germà fou el també activista comunista Lothar Cohn. El 1927, a l'edat de 14 anys, va començar a participar en grups polítics i va conèixer al seu futur marit: Herbert Baum. En contraure matrimoni van formar el Grup Herbert Baum a Berlín. Es tractava d'un grup jueu-comunista de resistència, el qual va planejar l'atac a una exposició nazi anomenada "Das Sowjet-Paradies". L'exposició mostrava la propaganda anticomunista a Berlín. L'atac, efectuat el 18 de maig de 1942, va fer enfadar les elits del Partit Nazi i molts membres del grup antifeixista van ser arrestats. Marianne Baum i huit activistes més van ser sentenciats a mort acusats d'alta traïció.

## Llegat
Hi ha una placa en el cementiri de Weißensee a Berlín que commemora el Grup Herbert Baum i un carrer al costat del cementeri: Herbert-Baum-Straße. Al Lustgarten de Berlín hi ha un monument dissenyat per Jürgen Raue que va ser inaugurat l'any 1981 en commemoració de l'atac de 1942.